# Cazalis (Landes)
Cazalis è un comune francese di 149 abitanti situato nel dipartimento delle Landes nella regione della Nuova Aquitania.

## Società

### Evoluzione demografica
Abitanti censiti